# 米哈伊尔·罗斯托夫采夫
米哈伊尔·伊万诺维奇·罗斯托夫采夫（俄语：Михаил Иванович Ростовцев，1870年—1952年）是20世纪俄裔美籍历史学家，美国历史学会会长，俄羅斯科學院院士。知名于对古罗马和古希腊历史的研究。著有《罗马帝国社会经济史》和《希腊化世界社会经济史》。

## 生平
1870年出生于基辅（一说日托米爾）贵族富裕家庭。父亲是拉丁语教师。自从幼年起就对历史和文字学产生了浓厚兴趣。
他先后在基輔大学、圣彼得堡大学学习古代历史与语言，师从当时俄国著名的世界史专家孔达科夫。1892年本科毕业，曾前往西欧意大利等地考察。1899年通过硕士论文答辩，1903年获得博士学位。1905年加入俄国立宪民主党，支持自由主义，反对社会主义。1908年成为圣彼得堡科学院通讯院士。1914年6月，在德国古典学家乌尔里希·冯·维拉莫维茨-默伦多夫的推荐下当选普鲁士科学院通讯院士。1917年当选俄罗斯科学院院士，同时成为英國國家學術院通讯院士。
1917年俄国革命爆发后，先在英国流亡了两年，后渡美。1920年至1925年在美国威斯康星大学麦迪逊分校担任教授，1925年转任耶鲁大学历史教授，直到1944年退休。1928年，他开始率领考古队在杜拉歐羅普斯进行了长达10年的发掘，直到1937年因经费耗尽而中止。他们在此期间一共出了9卷考古报告，包括《杜拉欧罗普斯及其艺术》等专著。此外，他还在1923年当选美国文理科学院院士，1929年当选美國哲學會会士，1935年担任美国历史学会会长。

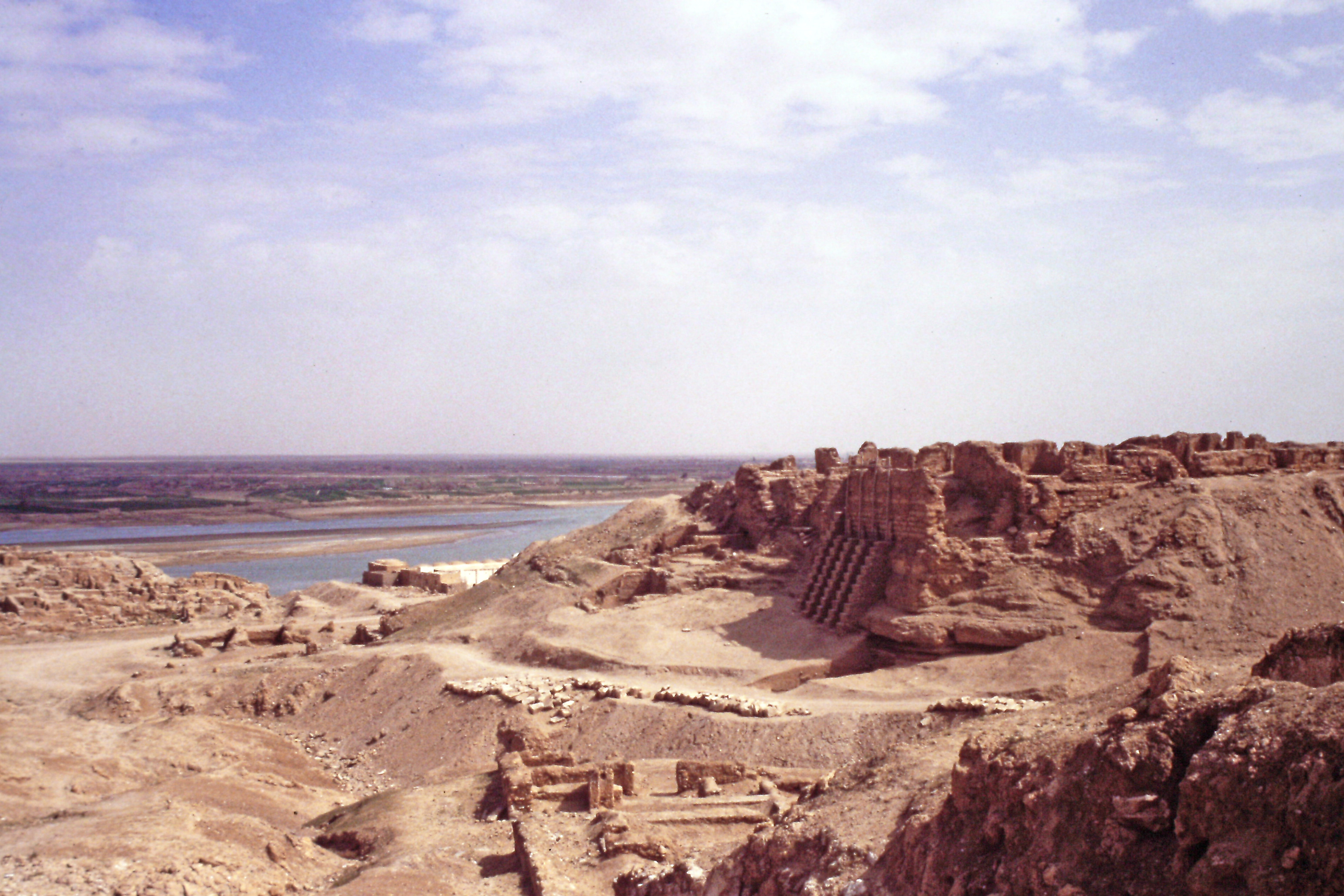
杜拉歐羅普斯

晚年身患重病，1952年10月20日在纽黑文去世。

## 批判
罗斯托夫采夫对马克思列宁主义持反对态度。
《罗马帝国社会经济史》是罗斯托夫采夫最知名的作品，被西方学术界公认为是一部权威性著作。他采用自己的独特方法，把研究近代现代经济史的惯用语，如“资产阶级”、“无产阶级”等术语搬用于古代经济史的研究中。它证明了资本主义是自古以来就存在的制度，无产阶级是资本主义发展的障碍，因此得到不少学者的支持。这种学派又被称为“古史学界的现代派”。
但是，马克思列宁主义学派的历史学家认为罗斯托夫采夫这种无限夸大古代和近代之间的相似性的历史观完全忽略了古代和近代历史之间的差别，违背了历史的实际。他们将罗斯托夫采夫的观点视为“反动的历史循环论”，认为他是垄断资本家利益的辩护人。他们还认为：奴隶本身是商品，但奴隶的劳动力不是商品，雇佣劳动者的劳动力是商品，但劳动者本身不是商品。由于这种基本的区别，奴隶制社会中的商品经济只能在一定时期、一定区域发展到相当高度，决不可能发展到资本主义时代商品生产所达到的高度。

## 主要出版物

### 期刊文章
- . The Journal of Hellenic Studies. 1919, 39: 88–109.
- . The Journal of Hellenic Studies. 1919, 39: 144–163.
- . The Journal of Egyptian Archaeology. 1920, 6 (1): 4–27.
- . The Quarterly Review. April 1920, 233: 272–287.

### 书籍
- . 1918.
- . Oxford: Clarendon Press. 1922.
- . Madison: University of Wisconsin. 1922.[16]
- . 1925.
- . 1926.
- . Oxford: Clarendon Press. 1926.
- . Oxford: Clarendon Press. 1927.
- . Colver lectures series. New York: Henry Holt. 1927.
- . Oxford: Clarendon Press. 1932.
- . 1938.
- . Oxford: Clarendon Press. 1941.

### 中文译本
- 罗斯托夫采夫. . 汉译世界学术名著丛书第四辑. 由马雍、厉以宁翻译. 北京: 商务印书馆. 1985年1月.[註 1]